# Taeniolella plantaginis
Taeniolella plantaginis är en lavart som först beskrevs av August Karl Joseph Corda, och fick sitt nu gällande namn av S. Hughes 1958. Taeniolella plantaginis ingår i släktet Taeniolella och familjen Mytilinidiaceae.   Inga underarter finns listade i Catalogue of Life.